# Gulnäbbad blåkråka
Gulnäbbad blåkråka (Eurystomus glaucurus) är en vanligt förekommande afrikansk fågel i familjen blåkråkor inom ordningen praktfåglar.

## Utseende och läte
Gulnäbbad blåkråka är en 29-30 centimeter lång fågel med en som namnet avslöjar karakteristisk lysande gul näbb. Huvud och rygg är varmbruna, hals och bröst lilafärgade och resten av fjäderdräkten i huvudsak brun. I flykten syns de kraftigt blå vingar och stjärt kontrastera med brun rygg. Lätet är ett morrande k-k-k-k-k-r-r-r-r-r'.

## Utbredning och systematik
Gulnäbbad blåkråka förekommer i stora delar av Afrika söder om Sahara utom de allra torraste områdena. Den delas in i två grupper med fyra underarter, med följande utbredning:
- Eurystomus glaucurus glaucurus – förekommer på Madagaskar; utanför häckningstid förekommer den i östra Afrika
- afer-gruppen
  - Eurystomus glaucurus afer – förekommer från Senegal till Sudan, västra Afrikas kuststater och norra Demokratiska republiken Kongo
  - Eurystomus glaucurus aethiopicus – förekommer i Sudan och västra Etiopien
  - Eurystomus glaucurus suahelicus – förekommer från södra Somalia till centrala Kongo-Kinshasa, nordöstra Zambia, Angola och KwaZulu-Natal

Den har även vid två tillfällen påträffats i Kap Verde-öarna samt även i Mauretanien, Seychellerna och 2010 i Jabal ‘Ilbah i sydostligaste Egypten. I september 2019 observerades fågeln för första gången i Israel.

## Levnadssätt
Arten trivs i öppet landskap med några höga träd, gärna nära vatten. Liksom andra blåkråkor syns den ofta sitta väl synligt på en utkiksplats i form av en trädtopp, stolpe eller ledningstråd, som en jättetörnskata. Dagtid är den oftast inaktiv, men under sen eftermiddag jagar den efter svärmande myror och termiter, ibland i stora grupper om 100 indivder eller fler. Arten dricker likt svalor genom att doppa näbben i vatten i flykten. Fågeln häckar i ett ofodrat bo placerat i ett trädhål, där den lägger två till tre ägg.

## Status och hot
Arten har ett stort utbredningsområde, men tros minska i antal, dock inte tillräckligt kraftigt för att den ska betraktas som hotad. Internationella naturvårdsunionen IUCN listar arten som livskraftig (LC). Världspopulationen har inte uppskattats, men den beskrivs som vanlig och vida spridd.